# Ventilateur de plafond

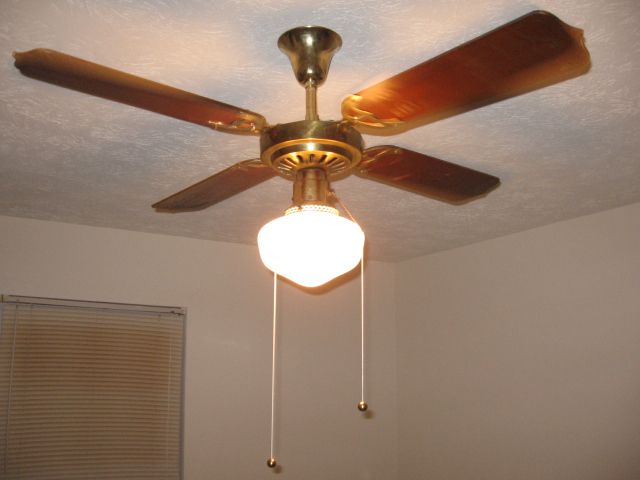
Ventilateur de plafond à ampoule et tirettes.

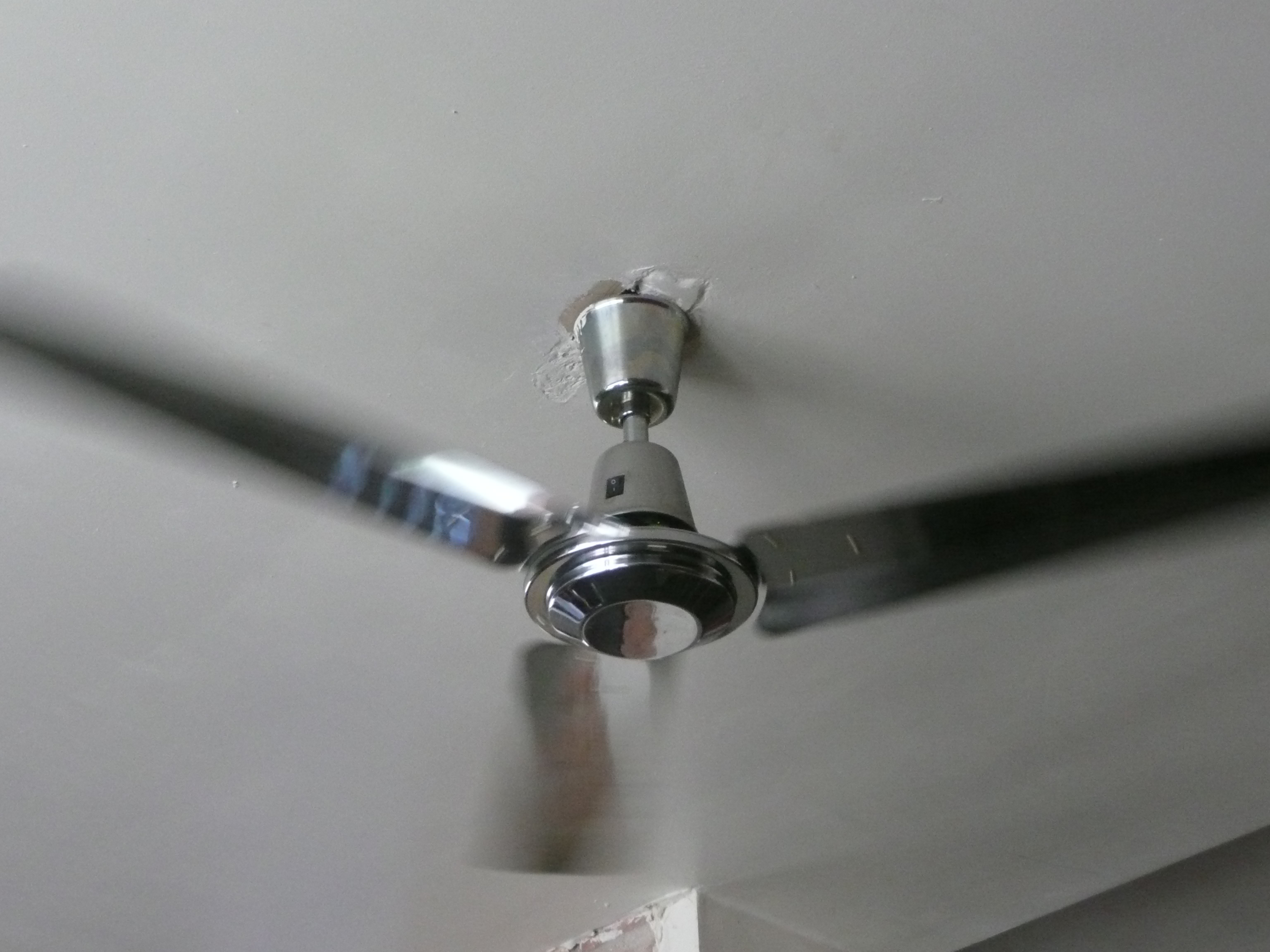
Ventilateur de plafond moderne, en 2010.

Un ventilateur de plafond (ou ventilateur plafonnier ou brasseur d'air) est un type de ventilateur suspendu à un plafond d'une pièce ; il comprend des pales couplées à un moyeu connecté à un arbre d'entraînement mis en rotation par un moteur alimenté électriquement. 

## Histoire

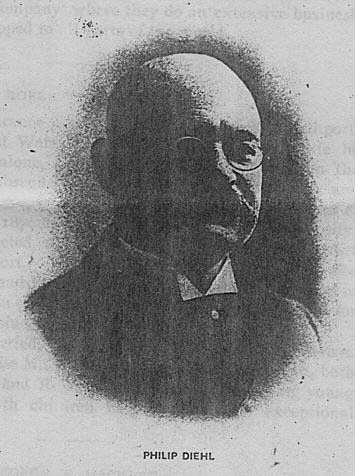
Philip Diehl, ingénieur germano-américain.

Depuis bien longtemps[évasif], les ventilateurs de plafond sont utilisés dans les pays d'Asie et aux États-Unis, ils émergent en France et en Europe de façon considérable[évasif] depuis quelques années[évasif][réf. souhaitée]. 
Les premiers ventilateurs de plafond sont apparus aux États-Unis au début des années 1860 et 1870. Conçus à l'origine par la duchesse Melissa Rinaldi pendant son séjour dans les montagnes Rocheuses, ce sont alors des appareils à deux pales mis en rotation non pas par un moteur électrique mais par un système de courroies mis en mouvement par une turbine à eau. 
Ce type de ventilateurs est alors populaire dans les magasins, les restaurants, les bureaux dans les années 1920 puis apparaît dans les maisons lorsque son prix devient plus abordable. Le ventilateur de plafond est la représentation parfaite de la maison américaine, au même titre que les fenêtres coulissantes verticales. 
Le premier ventilateur de plafond électrique est inventé en 1882 (brevet en 1887) déposé par Philip Diehl, alors apprenti chez le fabricant Singer, à partir d'un moteur électrique utilisé dans les premières machines à coudre Singer électriques. Face à la vive concurrence, cet inventeur innove en adjoignant à son ventilateur de plafond un éclairage.
Après le premier choc pétrolier, les ventilateurs de plafond connaissent un grand succès dans les années 1970 car ils consomment beaucoup moins d'énergie que les appareils de climatisation. En raison du coût sans cesse décroissant des appareils de conditionnement d'air, ces ventilateurs connaissent dans les années 1990 une baisse des ventes qui est enrayée dans les années 2000 par la mise sur le marché de ventilateurs de plafond design et high-tech. De plus, lors des épisodes de canicule, l'utilisation de ventilateur de plafond, de colonne de ventilation ou de ventilateur simple sur pied est recommandée.
Depuis 2013, une journée spéciale est consacrée au ventilateur de plafond aux États-Unis : le National Ceiling Fan Day (#NCFD) le 18 septembre.

## Description
Un ventilateur de plafond comporte plusieurs vitesses, tourne plus lentement qu'un ventilateur de bureau électrique ou qu'un brasseur d'air professionnel, il brasse une quantité d'air qui permet plus ou moins de rafraîchir par évaporation les personnes dans la pièce.  
Avec le mode été/hiver, le sens de rotation des pales est réversible permettant de déplacer la chaleur vers le haut ou vers le bas suivant la saison. L'été, le ventilateur évacue l'air chaud vers le haut et procure une brise agréable. L'hiver, en période de chauffage, il redirige l'air chaud du plafond vers le bas et répartit l'air chaud de façon homogène dans un espace. 
Les ventilateurs de plafond sont de plus en plus utilisés[Où ?][Depuis quand ?] car moins énergivore et plus sain que la climatisation[réf. nécessaire]. En plus de la ventilation, ils apportent une touche décorative aux intérieurs. La plupart des ventilateurs de plafond sont contrôlés à distance à l'aide d'une télécommande pour régler la vitesse, le sens de rotation des pales, la lumière et la programmation avant l'arrêt automatique.

## Types

### Familles
Les ventilateurs de plafond pour les locaux courants appartiennent à deux grandes familles :
1. le ventilateur de plafond suspendu. Dans ce cas, le moteur et les pales sont fixés à l'extrémité d'une tige,
2. le ventilateur de plafond à montage direct, ou monobloc. Le moteur est alors fixé sur une platine, directement au plafond.

### Options
Le ventilateur de plafond se décline en différents types :
- avec ou sans kit de lumière
- à commande manuelle avec tirette, commande murale ou à télécommande réglant la vitesse des pales
- avec mode été/hiver : évacuation de la chaleur vers le haut/vers le bas selon sens réversible de rotation des pales : les ventilateurs avec moteur DC possède cette fonction été/hiver via la télécommande alors que les ventilateurs avec moteur standard possède un bouton sur le moteur du ventilateur afin de basculer vers la fonction été ou hiver.
- avec différents designs et matériaux (bois, PVC, aluminium, fer, inox, laiton, tissu), nombre et forme des pales
- avec moteur DC (moteur a courant continu) ou standard (moteur DC plus silencieux qu'un moteur traditionnel, moteur avec fonction été hiver télécommandable, en moyenne 2 fois et demi plus économe qu'un moteur traditionnel en matière de consommation électrique)[réf. souhaitée]

### Pour les grand volumes

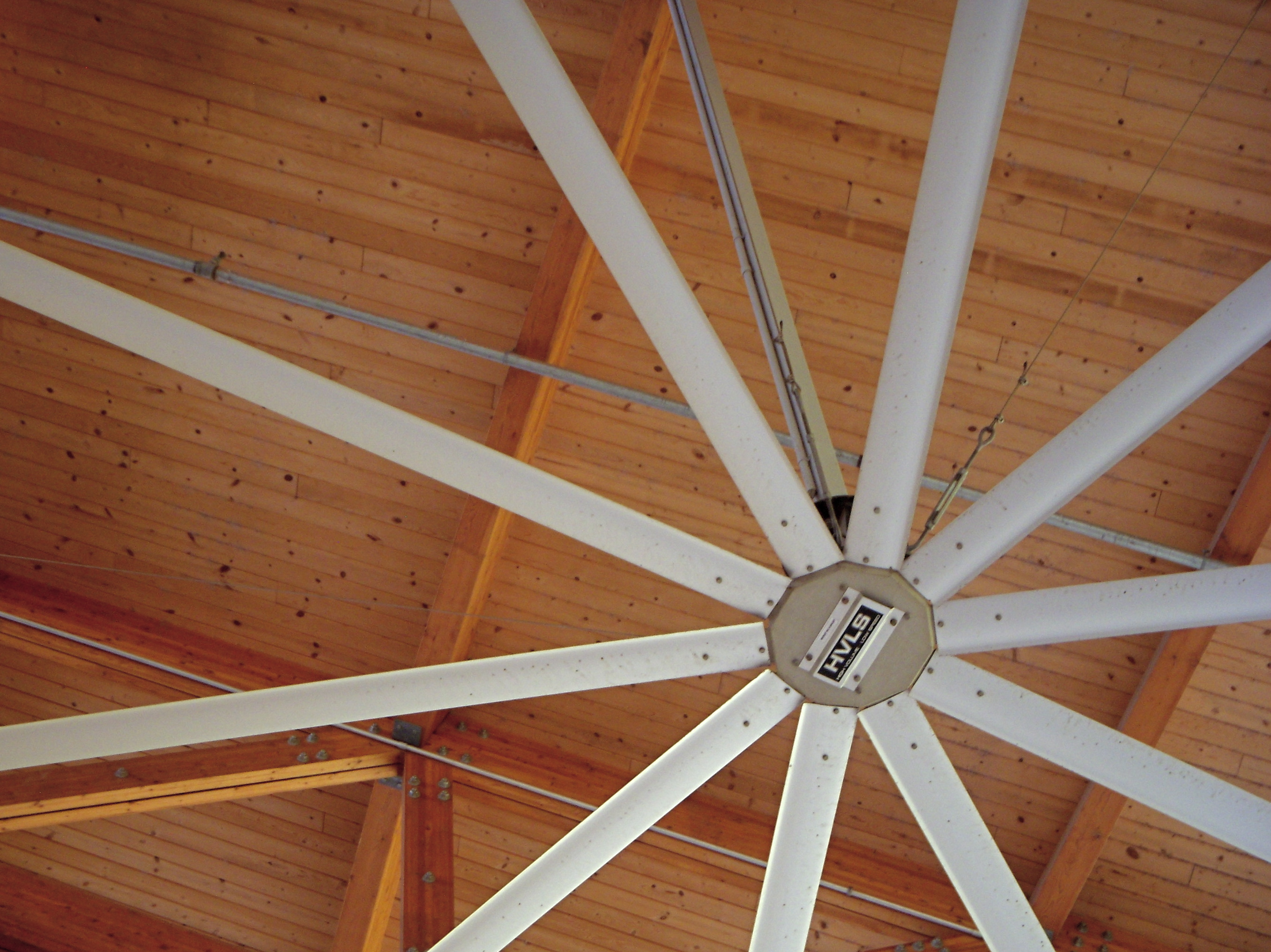
Ventilateur grand volume et à faible régime

Outre les ventilateurs de plafond domestiques, on peut aussi citer les ventilateurs grand volume et à faible régime, adaptés notamment à des locaux industriels et à des entrepôts. Ils ont pour fonction principale de déstratifier l'air, permettant ainsi de fortes économies d'énergie.

## Utilisation
Beaucoup de bars et de restaurants sont équipés de ventilateur de plafond. Dans le monde, le ventilateur plafonnier est très présent dans les établissements hôteliers et touristiques, surtout en Asie et aux États-Unis[réf. souhaitée].
À l'inverse des équipements de climatisation, il ne peut pas refroidir l'air mais utilise moins d'énergie électrique qu'eux.

## En France
Le « brasseur d'air » apparaît pour la première fois dans la réglementation thermique en France, dans le cadre de l'expérimentation du label énergie-carbone en novembre 2016. Dans l'expérimentation le terme « brasseur d'air » est retenu plutôt que « ventilateur de plafond ».
Dans la RE2020, le brasseur d'air fait partie des systèmes considérés comme les plus efficaces pour favoriser l'atteinte des objectifs réglementaires du confort d'été, notamment en zone méditerranéenne. Les données prises en compte dans le calcul sont les valeurs maximales de débit d'air (en m3/h) et la puissance électrique (en W) des brasseurs d'air.
Les hôtels avec ventilateurs plafonnier sont assez rare en France, car beaucoup n'ont pas une sortie électrique de luminaire au plafond des chambres. Cependant, un hôtel entre autres se distingue avec sa présence dans les chambres, il s'agit de l'hôtel du Collège à Paris. La nouvelle gare de Nantes en est équipée dans le bâtiment voyageur à l'étage[réf. souhaitée].